# Nigidius hageni
Nigidius hageni is een keversoort uit de familie vliegende herten (Lucanidae). De wetenschappelijke naam van de soort is voor het eerst geldig gepubliceerd in 1889 door Ritsema.